# Пала Одегар
Пала Одегар (итал. Pala Hodegart) — ледовый дворец в Азиаго, более известный, как  Pala Hodegart. Часто неправильно называют Odegar из-за неправильной итальянизации цимбрийского слова Ходегарт.
Иногда встречается название Стадио Одегар (Stadio Odegar).
Ледовая арена была построена в 1977 году.
Арена является домашним стадионом команды ХК Азиаго, играющей в альпийской хоккейной лиге. Стадион вмещает 3000 человек.

## Крупнейшие спортивные соревнования

### Хоккей с шайбой
- Континентальный кубок по хоккею с шайбой 2002 Группа N
- Континентальный кубок по хоккею с шайбой 2003 Группа K
- Второй дивизион чемпионата мира по хоккею с шайбой 2005 (женщины)
- Первый дивизион юниорского чемпионата мира по хоккею с шайбой 2009. Группа B.
- Континентальный кубок по хоккею с шайбой 2011 Группа E
- Квалификация первого дивизиона чемпионата мира по хоккею с шайбой среди юниорских команд 2012 (женщины)
- Первый дивизион юниорского чемпионата мира по хоккею с шайбой 2013. Группа А.
- Второй дивизион чемпионата мира по хоккею с шайбой 2014. Группа A.
- Первый дивизион чемпионата мира по хоккею с шайбой 2015. Группа A.
- Первый дивизион чемпионата мира по хоккею с шайбой 2016 (женщины) Группа B.
- Континентальный кубок по хоккею с шайбой 2016. Группа D.